# (13641) de Lesseps
(13641) de Lesseps ist ein Asteroid des Hauptgürtels, der am 15. April 1996 vom belgischen Astronomen Eric Walter Elst am La-Silla-Observatorium (IAU-Code 809) der Europäischen Südsternwarte in Chile entdeckt wurde.
Der Himmelskörper wurde am 9. Februar 2009 nach dem französischen Schriftsteller und Diplomaten Jean Baptiste Barthélemy de Lesseps (1766–1834) benannt, der 1784 als Dolmetscher Jean-François de La Pérouse auf dessen Reise um die Erde begleitete. Nach La Pérouse war 2005 der Asteroid (13560) La Pérouse benannt worden.